# Вилхелм Райх
Вилхелм Райх (на немски: Wilhelm Reich) е австрийско-американски психоаналитик и биолог.

## Биография
Роден е на 24 март 1897 година в Добцау, Галиция. Започва да придобива слава като студент по медицина, сред най-надарените психоаналитици около Зигмунд Фройд. С времето обаче неговите идеи се радикализират и придобиват политически импликации. Така той се превръща в един от най-противоречивите мислители на миналия век.
Райх показва огромна ерудираност и познание в области като психонализата, културната антропология, биологията, философията, икономиката, социологията, литературата. Негови идеи повлияват на писатели и мислители като Александър Льовен, Фриц Пърлс, Пол Гудман, Сол Белоу, Норман Мейлър, А.С. Хийл, Уилям Бъроуз, Робърт Антон Уилсън.

### Конфликт с Фройд
До 1924 г. Райх се смята от Фройд за една от големите надежди на психоанализата. Райх организира успешни методологични семинари, помагащи за развитието на цялото психоаналитично движение. За разлика от повечето си колеги и последователи на Фройд, които смятат, че Фройд преекспонира значението на „сексуалността“, Вилхелм Райх смята, че напротив – ролята на сексуалността е много-по-голяма. През хаотичните години след първата световна война, той използва комунистически и социалистически организации в Австрия и Германия, за да говори в бедняшките квартали и да образова безплатно в „сексуална и психическа хигиена“ хиляди младежи от социалните низини. Фройд е изцяло против „политизирането“ на психоанализата и отношенията му с Райх се изострят, а след 1933 г. окончателно се втвърдяват.

### Идеи и преследване
С утежняване на политическата атмосфера във времето между двете световни войни и идването на власт на Адолф Хитлер започват преследванията на идеите, работата и личността на Вилхелм Райх. Книгите му са горени от нацистите в Германия и Австрия, откъдето той бяга към Скандинавия. След публикуването на неговия opus magnum – „Масовата психология на фашизма“ през 1933 г., възгледите му биват възприемани за прекалено радикални от психоаналитичното общество и дори от революционното крило на комунистическата партия, като Райх бива изключен и от двете организации.
Скоро след идването на власт на Адолф Хитлер книгите на Райх започват да бъдат изгаряни, и той е принуден да емигрира в Дания, а след това – Норвегия. В двете скандинавски страни Райх не получава голяма подкрепа и още преди настъпването на войските на Хитлер, Райх с помощта на някои все още неотказали се от него интелектуалци като Бронислав Малиновски, успява да намери убежище в САЩ.
Зрялата работа на Вилхелм Райх се фокусира повече върху характеровата структура на масите, отколкото върху индивидуалните невротични симптоми и заболявания. Вследствие книгите му пропагандират за нерепресирана юношеска сексуалност и широко достъпно сексуално образование, свободно ползване на контрацептиви и правото на аборти, важността на сексуалната икономика и икономическата независимост на жените, хуманни работни условия за работническата класа, разбиване на тоталитарното патриархално семейство. Анализите му описват ригидни, емоционално бронирани и смазани човешки общества населявани от импотентни, психически и биологично увредени човешки маси, които в неспособността си на пълноценен любовен живот и оргазъм, стават несъзнавани организатори и съучастници на смазващи, перверзни тоталитарни режими.

### Затвор и смърт
В САЩ Райх развива свои идеи, отнасящи се до космическата енергия на живота – „Оргонна енергия“, която циркулира, както през човешкото тяло, така и из цялата Вселена. Райх постулира, че по-голяма част от културите развиват практики и табута, които блокират циркулацията на оргона в човешкото тяло и психика. Райх разработва специален 10-дневен масаж за разблокирането на тялото, както и специални оргонно акумулиращи машини и приспособления. Именно заради последните той бива осъден за „шарлатанство и неспазване на законите“. През 1956 г. федерални агенти изгарят книгите му, а лабораторията и оборудването му биват насечени с брадви. Райх отказва да сътрудничи в по-голямата си част със съда, като заявява, че съдът не е институция, която има легитимното право да отсъжда и оценява работата на независимите изследвания на учените. Райх е арестуван и след година престой в американски затвор умира в съня си от сърдечна недостатъчност.

### На български език
- Анализ на характера. Изд. Леге Артис, 2011
- Откриване на оргона: Функция на оргазма. Изд. Леге Артис, 2021
- Сексуалната революция. Изд. Леге Артис, 2023
- Психология на фашизма. Изд. Леге Артис, 2023

### На немски език
- Der triebhafte Charakter: Eine psychoanalytische Studie zur Pathologie des Ich, 1925
- Die Funktion des Orgasmus: Zur Psychopathologie und zur Soziologie des Geschlechtslebens, 1927
- Dialektischer Materialismus und Psychoanalyse, 1929
- Geschlechtsreife, Enthaltsamkeit, Ehemoral: Eine Kritik der bürgerlichen Sexualreform, 1930
- Der Einbruch der Sexualmoral: Zur Geschichte der sexuellen Ökonomie, 1932
- Charakteranalyse: Technik und Grundlagen für studierende und praktizierende Analytiker, 1933
- Massenpsychologie des Faschismus, 1933 (original Marxist edition, banned by the Nazis and the Communists)
- Was ist Klassenbewußtsein?: Über die Neuformierung der Arbeiterbewegung, 1934
- Psychischer Kontakt und vegetative Strömung, 1935
- Die Sexualität im Kulturkampf: Zur sozialistischen Umstrukturierung des Menschen, 1936
- Die Bione: Zur Entstehung des vegetativen Lebens, 1938

### На английски език
- American Odyssey: Letters and Journals 1940 – 1947 (posthumous)
- Beyond Psychology: Letters and Journals 1934 – 1939 (posthumous)
- The Bioelectrical Investigation of Sexuality and Anxiety
- The Bion Experiments: On the Origins of Life
- The Function of the Orgasm, 1942, translated by Theodore P. Wolfe
- The Cancer Biopathy (1948)
- Character Analysis (translation of the enlarged version of Charakteranalyse from 1933, translated by Theodore P. Wolfe)

- Children of the Future: On the Prevention of Sexual Pathology
- Contact With Space: Oranur Second Report (1957)
- Cosmic Superimposition: Man's Orgonotic Roots in Nature (1951)
- Early Writings

- „Concerning Specific Forms of Masturbation“ (essay)

- Ether, God and Devil (1949)
- Genitality in the Theory and Therapy of Neuroses (translation of the original, unrevised version of Die Funktion des Orgasmus from 1927)
- The Invasion of Compulsory Sex-Morality (translation of the revised and enlarged version of Der Eindruch der Sexualmoral from 1932)
- Listen, Little Man! (1948, translated by Theodore P. Wolfe)
- The Mass Psychology of Fascism] (translation of the revised and enlarged version of Massenpsychologie des Faschismus from 1933, translated by Theodore P. Wolfe)
- The Murder of Christ (1953)
- The Oranur Experiment
- The Orgone Energy Accumulator, Its Scientific and Medical Use (1948)
- Passion of Youth: An Autobiography, 1897 – 1922 (posthumous)
- People in Trouble (1953)
- Record of a Friendship: The Correspondence of Wilhelm Reich and A.S. Neill (1936 – 1957)
- Reich Speaks of Freud (Interview by Kurt R. Eissler, letters, documents)
- Selected Writings: An Introduction to Orgonomy
- Sexpol. Essays 1929 – 1934 (ed. Lee Baxandall)
- The Sexual Revolution (translation of Die Sexualität im Kulturkampf from 1936, translated by Theodore P. Wolfe)
- The Einstein Affair (1953)